# ルカ・ジョルジェヴィッチ
ルカ・ジョルジェヴィッチ（モンテネグロ語: Лукa Ђорђевић, ラテン文字表記: Luka Đorđević, 1994年7月9日 - ）は、ユーゴスラビア（現・モンテネグロ）・ブドヴァ出身のモンテネグロ代表サッカー選手。ヴェイレBK所属。ポジションはFW。

## 経歴
2008年にモンテネグロのFKモグレンのユースに入団した(2008-2010)。2010-11シーズンにトップチームへ上がり2試合に出場。2011-12シーズンは若手ながら24試合に出場し10得点を挙げる活躍をした。2012年6月初旬、ロシアの強豪FCゼニト・サンクトペテルブルクへ移籍した。2013年8月6日、オランダのFCトゥウェンテに2013-14シーズン終了までレンタル移籍をした。
2019年8月12日、FCロコモティフ・モスクワに移籍。
2021年9月5日、ヴェイレBKに移籍。

## 代表歴
2011年5月31日、U-19イングランド代表との試合でU-19モンテネグロ代表デビューを飾った。同年9月6日、U-21ウェールズ代表との試合でU-21モンテネグロ代表デビューを果たした。
2012年9月11日の2014 FIFAワールドカップ・ヨーロッパ予選のサンマリノ戦でフル代表デビューし、代表初得点も挙げた。